# Duane Solomon
Duane Solomon (né le 28 décembre 1984 à Lompoc) est un athlète américain, spécialiste du 800 mètres.

## Biographie
Troisième des sélections olympiques américaines 2012, il participe aux Jeux olympiques de Londres et termine quatrième de la finale, derrière David Rudisha, Nigel Amos et Timothy Kitum, et devant son compatriote  	Nick Symmonds. Il améliore à cette occasion de près de trois secondes son record personnel en réalisant le temps de 1 min 42 s 82.
En 2013, Duane Solomon s'adjuge son premier titre national en plein air en remportant la finale des championnats des États-Unis de Des Moines en 1 min 43 s 27, devant Nick Symmonds, pourtant titré lors des cinq précédentes éditions, et Brandon Johnson.

## Palmarès

### International
| Date | Compétition               | Lieu    | Résultat | Épreuve   | Temps         |
| ---- | ------------------------- | ------- | -------- | --------- | ------------- |
| 2012 | Jeux olympiques           | Londres | 4e       | 800 m     | 1 min 42 s 82 |
| 2013 | Championnats du monde     | Moscou  | 6e       | 800 m     | 1 min 44 s 42 |
| 2014 | Relais mondiaux de l'IAAF | Nassau  | 3e       | 4 × 800 m | 7 min 9 s 06  |
| 2015 | Relais mondiaux de l'IAAF | Nassau  | 1re      | 4 × 800 m | 7 min 04 s 84 |

### National
- Championnats des États-Unis :
  - Plein air : vainqueur du 800 m en 2013 et 2014, 2e en 2010, 3e en 2012
  - Salle : vainqueur du 800 m en 2011 et 2012

## Records
| Épreuve | Épreuve   | Performance   | Lieu        | Date            |
| ------- | --------- | ------------- | ----------- | --------------- |
| 800 m   | Plein air | 1 min 42 s 82 | Londres     | 9 août 2012     |
| 800 m   | Salle     | 1 min 48 s 03 | Albuquerque | 27 février 2011 |